# Papuligobius uniporus
Papuligobius uniporus és una espècie de peix de la família dels gòbids i de l'ordre dels perciformes. És un peix d'aigua dolça, de clima tropical i demersal. És inofensiu per als humans.
Es troba a Àsia: conca del riu Nam Ma (Laos) i, probablement també, al Vietnam.

## Morfologia
- Els mascles poden assolir 6,5 cm de longitud total.
- Nombre de vèrtebres: 26.[1]